# Гербовник Зибмахера
Гербовник Зибмахера — классический труд средневековой геральдической традиции. Первое издание в двух томах подготовлено в 1605 и 1609 годах нюрнбергским гравёром Иоанном Зибмахером (Iohann Sibmacher; 1561—1611).
После смерти автора 25 марта 1611 года, вышел пятитомник, подготовленный в 1650—1660 годах Паулем Фюрстом (Paul Fürsten, 1605—1666) под названием «Обновленного Германского гербовника, в котором приводятся имена государей, властителей, князей, видных мужей, дворян, названия сословий и достопамятных мест Римской Империи, а также дается описание гербов, щитов, шлемов и драгоценностей» («Das Erneuerte und vermehrte teutsche Wappenbuch, in welchem dezs h. romischen Reiches hohe Potentaten, Furstnen, Grafen … wie auch deroselben Namen, Herrschafften, und Herolds Farben, etc. auszgebildet zuersehen»).
Паулем Фюрстом были изданы, помимо Гербовника, книги Венделя Диттерлина «Architectura von Augsburg …» (Нюрнберг, 1655) и Георга Андреаса Бёклера «Archtectura curiosa nova» (Нюрнберг, 1664).